# Эпизод с сонограммой в конце
«Эпизод с сонограммой в конце» (англ. The One with the Sonogram at the End) — это второй эпизод первого сезона сериала «Друзья», транслируемого на канале NBC. Впервые показан 29 сентября 1994 года.
Данный эпизод раскрывает характер основных героев (Рэйчел, Росса и Моники), показывая их взаимоотношения с родственниками и бывшими возлюбленными.
Бывшую жену Росса — Кэрол, первый и последний раз играет Анита Бароне, следующие 16 появлений Кэрол будут в исполнении Джейн Сибетт.
Данная серия заняла 223 место в рейтинге всех 236-ти серий сериала.

## Сюжет
Кэрол, бывшая жена Росса, внезапно появляется у него на работе, чтобы сказать ему, что она беременна от него. Тем временем Моника в панике, так как её родители придут сегодня вечером поужинать, и она не хочет, чтобы они к ней придирались.
В это время Рэйчел осознает, что потеряла обручальное кольцо Барри. Она и друзья начинают в панике искать его, так как вечером она встречается Барри, чтобы вернуть ему это кольцо. Рэйчел вспоминает, что могла обронить кольцо в лазанью. Моника расстроена, поскольку это была единственная работа, которую она доверила Рэйчел, и теперь обед для её родителей испорчен.
Росс приходит и рассказывает всем, что Кэррол беременна, а Фиби находит обручальное кольцо в лазанье. Росс говорит, что Кэррол и её партнёрша Сьюзен хотят, чтобы он участвовал в воспитании, но только если он сам этого захочет. Кэррол и Сьюзен пригласили его завтра на свою первую сонограмму, а он понятия не имеет, что он собирается делать: он все ещё обдумывает тот факт, что он станет отцом, и не знает как можно воспитывать ребёнка с двумя лесбиянками.
Во время ужина с родителями Моника подвергается очередной атаке критики от своей матери. Моника решает перевести внимание на проблемы Росса. В конце концов он рассказывает, что у Кэррол будет ребёнок.
В Центральной кофейне Рэйчел и Росс говорят о Барри и Кэррол, и Рейчел просит совета у Росса как не расстроить Барри, а позже спрашивает «когда жизнь стала такой сложной?». Росс мечтательно смотрит на Рэйчел. Позже Росс идет в клинику, чтобы увидеться с Кэррол, а Рейчел идет к Барри, что бы отдать ему кольцо.
Росс обсуждает с Кэрол и Сьюзан имя малыша и в ужасе узнает, что его ребёнок не будет носить его фамилию. Росс понимает, что он не готов участвовать во всем этом и пытается уйти, но когда появляется сонограмма с малышом, все трое счастливы.
Вернувшись в стоматологический кабинет Барри, Рэйчел узнает, что Барри отправился в их медовый месяц на Арубу с Минди, лучшей подругой Рэйчел. Рейчел расстроена.
В квартире Моники и Рэйчел собрались все друзья. Росс приносит копию сонограммы, и вся банда её рассматривает. Рейчел разговаривает по телефону с Минди. Она заканчивает разговор, тем, что желает им детей с волосами Барри и настоящим носом Минди.

## В ролях

### Основной состав
- Дженнифер Энистон — Рэйчел Грин
- Кортни Кокс — Моника Геллер
- Лиза Кудроу — Фиби Буффе
- Мэтт Леблан — Джоуи Триббиани
- Мэттью Перри — Чендлер Бинг
- Дэвид Швиммер — Росс Геллер

### Эпизодические роли
- Кристина Пиклз — Джуди Геллер, мать Росса и Моники;
- Эллиотт Гулд — Джек Геллер, отец Росса и Моники;
- Анита Бароне — Кэрол Уилик, бывшая жена Росса;
- Джессика Хект — Сьзан Банч, партнёрша Кэрол;
- Митчел Уайтфилд — Барри Фарбер, бывший жених Рэйчел;
- Джоан Прингл — доктор Оберман;
- Меррилл Маркой — Марша, коллега Росса;
- Джеймс Майкл Тайлер — Гантер.

## Приём
В оригинальной трансляции эпизод был просмотрен 20,2 миллионами зрителей и достиг рейтинга 14,0. В рейтинге всех 236-ти серий сериала данный эпизод занял 223 место.

### Критика
Рецензии на эпизод были неоднозначными. «AV Club» отметил в своем обзоре, что эпизод «кажется намного более серийным ситкомом — определённо шаблонным». «LeakyNews» в своем обзоре сказал: «эпизод служит в основном для перемещения сюжета и предоставления нам предыстории основных персонажей». В другом обзоре говорится: «После очень сильного начала, этот эпизод теряет себя, забывая об остальной части актёрского состава [Чендлере, Фиби и Джоуи]».